# Die Prinzen
Die Prinzen is een Duitse popgroep uit Leipzig die uitsluitend Duitse nummers opneemt. De groep bestaat uit Henri Schmidt, Jens Sembdner, Sebastian Krumbiegel, Tobias Künzel en Wolfgang Lenk. De teksten van hun nummers zijn vaak humoristische, spottende kritieken tegenover de Duitse regering of maatschappij.
De groep is voornamelijk bekend van hun eerste nummers Küssen verboten en Alles nur geklaut. Andere populaire singles van de band waren "Millionär", "Olli Kahn" (over Oliver Kahn) en "Deutschland". Vroegere albums van Die Prinzen bevatten vooral a capellamuziek. De bandnaam is afkomstig van Grimm-sprookje De Kikkerprins en het logo van de band is dan ook een groene kikker met een kroon. Het kikkerlogo is voorgekomen op een paar album- en singlecovers.

## Leden
De band bestaat uit 7 leden:
- Tobias Künzel (geboren op 26 mei 1964 in Leipzig) – vocalist (bariton)
- Matthias Dietrich (geboren op 24 november 1964 in Schönebeck) – instrumentalist (basgitaar)
- Sebastian Krumbiegel (geboren op 5 juni 1966 in Leipzig) – vocalist (tenor)
- Wolfgang Lenk (geboren op 4 september 1966 in Leipzig) – vocalist (tenor)
- Jens Sembdner (geboren op 20 januari 1967 in Wermsdorf) – vocalist (Bas)
- Henri Schmidt (geboren op 17 augustus 1967 in Leipzig) – vocalist (bariton)
- Ali Zieme (geboren op 23 maart 1971 in Döbeln) – instrumentalist (drums)

## Discografie

### Albums
- Das Leben ist Grausam (1991)
- Das Leben ist Grausam (a capella)
- Küssen verboten (1992)
- Küssen verboten (a capella)
- Alles nur geklaut (1993)
- Alles nur geklaut (a capella)
- Schweine (1995)
- Alles mit'm Mund (1996)
- Ganz oben (1997)
- So viel Spaß für wenig Geld (1999)
- So viel Spaß für wenig Geld (a capella)
- Festplatte (1999)
- D (2001)
- Monarchie in Germany (2003)
- HardChor (2004)
- Akustisch Live (2006)

### Singles
- "Gabi und Klaus" (1991)
- "Millionär" (1991)
- "Mein Fahrrad" (1991)
- "Mann im Mond" (1991)
- "Küssen verboten" (1992)
- "Bombe" (1992)
- "Alles nur geklaut" (1993)
- "Überall" (1993)
- "Du spinnst doch" (1993)
- "(Du musst ein) Schwein sein" (1995)
- "Ich will ein Baby" (1995)
- "Alles mit'm Mund" (1996)
- "Hose runter" (1996)
- "Heute ha-ha-habe ich Geburtstag" (1996)
- "Ganz oben" (1997)
- "So viel Spaß für wenig Geld" (1999)
- "Deutschland" (2001)
- "Hier sind wir" (2001)
- "Popmusik" (2001)
- "Olli Kahn" (2002)
- "Chronisch Pleite" (2003)
- "Unsicherheit macht sich breit" (2004)

### Video's
- 10 Jahre Popmusik (2001)
- nokknok.. (2009)

## Trivia
- Een van hun eerste nummers heet Küssen verboten (zoenen verboden), waarin zij beschrijven nooit te willen zoenen. Dit heeft te maken met hun naam Die Prinzen (de prinsen): wie weet veranderen zij dan in kikkers...